# Championnat d'Europe masculin de basket-ball des moins de 20 ans 2019
Navigation
Allemagne 2018 2020
La 22e édition du championnat d'Europe de basket-ball masculin des 20 ans et moins se déroule à Tel Aviv en Israël du 13 au 21 juillet 2019. Elle regroupe les 16 meilleures sélections nationales européennes composées de joueurs âgés de 20 ans et moins, nés au plus tard en 1999.
Israël, tenant du titre, remporte le tournoi en battant l'Espagne en finale, à Tel Aviv-Jaffa. Elle devient ainsi la deuxième équipe à réaliser le doublé, après la Serbie en 2007 en basket-ball.

## Formule de la compétition
Seize équipes composées de joueurs âgés de 20 ans ou moins, nés en 1999 ou après, participent à la compétition. Les treize premières équipes du championnat d'Europe 2018 de première division ainsi que les trois premières équipes du championnat d'Europe 2018 de division B sont engagées.
Les seize pays sont répartis en quatre groupes de quatre, nommés de A à D. Lors du premier tour, chaque équipe rencontre une fois les trois autres équipes du groupe. Un classement est établi pour chaque poule, permettant de définir les rencontres des huitièmes de finale. Aucune équipe n'est éliminée à l'issue du premier tour, toutes sont qualifiées pour le tableau final. Les équipes éliminées au stade des huitièmes de finale disputent des matches de classement de la neuvième à la seizième place, également sous la forme d'un tournoi à élimination directe. Les équipes éliminées en quarts de finale du tableau principal se disputent la cinquième place.
A l'issue de la compétition, les équipes classées de la quatorzième à la seizième place sont reléguées en division B pour la saison 2020.

## Équipes participantes
- Allemagne
- Croatie
- Espagne
- France
- Grande-Bretagne
- Grèce
- Israël
- Italie
- Lettonie  (Troisième du championnat d'Europe U20 de division B 2018)
- Lituanie
- Monténégro
- Pologne  (Vainqueur du championnat d'Europe U20 de division B 2018)
- Serbie
- Slovénie  (Finaliste du championnat d'Europe U20 de division B 2018)
- Turquie
- Ukraine

## Déroulement de la compétition

### Tour préliminaire

#### Groupe A
| Rang | Équipe          | Pts | J | G | P | Pp  | Pc  | Diff |  | Résultats (dom.\ext.) |       |       |       |       |
| ---- | --------------- | --- | - | - | - | --- | --- | ---- |  | --------------------- | ----- | ----- | ----- | ----- |
| 1    | France          | 6   | 3 | 3 | 0 | 214 | 178 | 36   |  | France                |       | 69-57 | 71-61 | 74-60 |
| 2    | Turquie         | 5   | 3 | 2 | 1 | 197 | 183 | 14   |  | Turquie               | 57-69 |       | 71-58 | 69-56 |
| 3    | Monténégro      | 4   | 3 | 1 | 2 | 191 | 210 | -19  |  | Monténégro            | 61-71 | 58-71 |       | 72-68 |
| 4    | Grande-Bretagne | 3   | 3 | 0 | 3 | 184 | 215 | -31  |  | Grande-Bretagne       | 60-74 | 56-69 | 68-72 |       |

#### Groupe B
| Rang | Équipe  | Pts | J | G | P | Pp  | Pc  | Diff |  | Résultats (dom.\ext.) |       |       |       |       |
| ---- | ------- | --- | - | - | - | --- | --- | ---- |  | --------------------- | ----- | ----- | ----- | ----- |
| 1    | Serbie  | 5   | 3 | 2 | 1 | 228 | 218 | 10   |  | Serbie                |       | 92-81 | 73-69 | 63-68 |
| 2    | Israël  | 5   | 3 | 2 | 1 | 259 | 241 | 18   |  | Israël                | 81-92 |       | 85-75 | 93-74 |
| 3    | Italie  | 4   | 3 | 1 | 2 | 229 | 216 | 13   |  | Italie                | 69-73 | 75-85 |       | 85-58 |
| 4    | Ukraine | 4   | 3 | 1 | 2 | 200 | 241 | -41  |  | Ukraine               | 68-63 | 74-93 | 58-85 |       |

#### Groupe C
| Rang | Équipe    | Pts | J | G | P | Pp  | Pc  | Diff |  | Résultats (dom.\ext.) |       |       |       |       |
| ---- | --------- | --- | - | - | - | --- | --- | ---- |  | --------------------- | ----- | ----- | ----- | ----- |
| 1    | Espagne   | 6   | 3 | 3 | 0 | 241 | 194 | 47   |  | Espagne               |       | 85-73 | 78-66 | 78-55 |
| 2    | Croatie   | 5   | 3 | 2 | 1 | 243 | 232 | 11   |  | Croatie               | 73-85 |       | 80-69 | 90-78 |
| 3    | Allemagne | 4   | 3 | 1 | 2 | 227 | 224 | 3    |  | Allemagne             | 66-78 | 69-80 |       | 92-66 |
| 4    | Lettonie  | 3   | 3 | 0 | 3 | 199 | 260 | -61  |  | Lettonie              | 55-78 | 78-90 | 66-92 |       |

#### Groupe D
| Rang | Équipe   | Pts | J | G | P | Pp  | Pc  | Diff |  | Résultats (dom.\ext.) |        |       |        |       |
| ---- | -------- | --- | - | - | - | --- | --- | ---- |  | --------------------- | ------ | ----- | ------ | ----- |
| 1    | Lituanie | 5   | 3 | 2 | 1 | 261 | 241 | 20   |  | Lituanie              |        | 88-86 | 101-71 | 72-84 |
| 2    | Grèce    | 5   | 3 | 2 | 1 | 264 | 213 | 51   |  | Grèce                 | 86-88  |       | 88-46  | 90-79 |
| 3    | Pologne  | 4   | 3 | 1 | 2 | 197 | 266 | -69  |  | Pologne               | 71-101 | 46-88 |        | 80-77 |
| 4    | Slovénie | 4   | 3 | 1 | 2 | 240 | 242 | -2   |  | Slovénie              | 84-72  | 79-90 | 77-80  |       |

### Tour final

#### Tableau principal
|  | Huitièmes de finale     | Huitièmes de finale     | Huitièmes de finale     | Huitièmes de finale     |                 |                 | Quarts de finale        | Quarts de finale        | Quarts de finale        | Quarts de finale        |                         |                         | Demi-finales            | Demi-finales            | Demi-finales            | Demi-finales            |  |  | Finale                  | Finale                  | Finale                  | Finale                  |
|  |                         |                         |                         |                         |                 |                 |                         |                         |                         |                         |                         |                         |                         |                         |                         |                         |  |  |                         |                         |                         |                         |
|  | 17 juillet 2019 à 15h00 | 17 juillet 2019 à 15h00 | 17 juillet 2019 à 15h00 | 17 juillet 2019 à 15h00 |                 |                 | 18 juillet 2019 à 12h45 | 18 juillet 2019 à 12h45 | 18 juillet 2019 à 12h45 | 18 juillet 2019 à 12h45 |                         |                         | 20 juillet 2019 à 17h45 | 20 juillet 2019 à 17h45 | 20 juillet 2019 à 17h45 | 20 juillet 2019 à 17h45 |  |  | 21 juillet 2019 à 20h30 | 21 juillet 2019 à 20h30 | 21 juillet 2019 à 20h30 | 21 juillet 2019 à 20h30 |
|  | A1                      | France                  | 68                      | 68                      |                 |                 | 18 juillet 2019 à 12h45 | 18 juillet 2019 à 12h45 | 18 juillet 2019 à 12h45 | 18 juillet 2019 à 12h45 |                         |                         | 20 juillet 2019 à 17h45 | 20 juillet 2019 à 17h45 | 20 juillet 2019 à 17h45 | 20 juillet 2019 à 17h45 |  |  | 21 juillet 2019 à 20h30 | 21 juillet 2019 à 20h30 | 21 juillet 2019 à 20h30 | 21 juillet 2019 à 20h30 |
|  | A1                      | France                  | 68                      | 68                      |                 |                 | 18 juillet 2019 à 12h45 | 18 juillet 2019 à 12h45 | 18 juillet 2019 à 12h45 | 18 juillet 2019 à 12h45 |                         |                         | 20 juillet 2019 à 17h45 | 20 juillet 2019 à 17h45 | 20 juillet 2019 à 17h45 | 20 juillet 2019 à 17h45 |  |  | 21 juillet 2019 à 20h30 | 21 juillet 2019 à 20h30 | 21 juillet 2019 à 20h30 | 21 juillet 2019 à 20h30 |
|  | B4                      | Ukraine                 | 40                      | 40                      |                 |                 | 18 juillet 2019 à 12h45 | 18 juillet 2019 à 12h45 | 18 juillet 2019 à 12h45 | 18 juillet 2019 à 12h45 |                         |                         | 20 juillet 2019 à 17h45 | 20 juillet 2019 à 17h45 | 20 juillet 2019 à 17h45 | 20 juillet 2019 à 17h45 |  |  | 21 juillet 2019 à 20h30 | 21 juillet 2019 à 20h30 | 21 juillet 2019 à 20h30 | 21 juillet 2019 à 20h30 |
|  | B4                      | Ukraine                 | 40                      | 40                      | France          | France          | 71                      | 71                      |                         |                         |                         |                         | 20 juillet 2019 à 17h45 | 20 juillet 2019 à 17h45 | 20 juillet 2019 à 17h45 | 20 juillet 2019 à 17h45 |  |  | 21 juillet 2019 à 20h30 | 21 juillet 2019 à 20h30 | 21 juillet 2019 à 20h30 | 21 juillet 2019 à 20h30 |
|  | 17 juillet 2019 à 12h45 |                         |                         |                         | France          | France          | 71                      | 71                      |                         |                         |                         |                         | 20 juillet 2019 à 17h45 | 20 juillet 2019 à 17h45 | 20 juillet 2019 à 17h45 | 20 juillet 2019 à 17h45 |  |  | 21 juillet 2019 à 20h30 | 21 juillet 2019 à 20h30 | 21 juillet 2019 à 20h30 | 21 juillet 2019 à 20h30 |
|  |                         |                         | Croatie                 | Croatie                 | 63              | 63              |                         |                         |                         |                         |                         |                         | 20 juillet 2019 à 17h45 | 20 juillet 2019 à 17h45 | 20 juillet 2019 à 17h45 | 20 juillet 2019 à 17h45 |  |  | 21 juillet 2019 à 20h30 | 21 juillet 2019 à 20h30 | 21 juillet 2019 à 20h30 | 21 juillet 2019 à 20h30 |
|  | C2                      | Croatie                 | Croatie                 | Croatie                 | 63              | 63              | 89                      | 89                      |                         |                         |                         |                         | 20 juillet 2019 à 17h45 | 20 juillet 2019 à 17h45 | 20 juillet 2019 à 17h45 | 20 juillet 2019 à 17h45 |  |  | 21 juillet 2019 à 20h30 | 21 juillet 2019 à 20h30 | 21 juillet 2019 à 20h30 | 21 juillet 2019 à 20h30 |
|  | C2                      | Croatie                 | 18 juillet 2019 à 19h30 |                         |                 |                 | 89                      | 89                      |                         |                         |                         |                         | 20 juillet 2019 à 17h45 | 20 juillet 2019 à 17h45 | 20 juillet 2019 à 17h45 | 20 juillet 2019 à 17h45 |  |  | 21 juillet 2019 à 20h30 | 21 juillet 2019 à 20h30 | 21 juillet 2019 à 20h30 | 21 juillet 2019 à 20h30 |
|  | D3                      | Pologne                 | 75                      | 75                      |                 |                 |                         |                         |                         |                         |                         |                         | 20 juillet 2019 à 17h45 | 20 juillet 2019 à 17h45 | 20 juillet 2019 à 17h45 | 20 juillet 2019 à 17h45 |  |  | 21 juillet 2019 à 20h30 | 21 juillet 2019 à 20h30 | 21 juillet 2019 à 20h30 | 21 juillet 2019 à 20h30 |
|  | D3                      | Pologne                 | 75                      | 75                      | France          | France          | 70                      | 70                      |                         |                         |                         |                         |                         |                         |                         |                         |  |  | 21 juillet 2019 à 20h30 | 21 juillet 2019 à 20h30 | 21 juillet 2019 à 20h30 | 21 juillet 2019 à 20h30 |
|  | 17 juillet 2019 à 19h30 |                         |                         |                         | France          | France          | 70                      | 70                      |                         |                         |                         |                         |                         |                         |                         |                         |  |  | 21 juillet 2019 à 20h30 | 21 juillet 2019 à 20h30 | 21 juillet 2019 à 20h30 | 21 juillet 2019 à 20h30 |
|  |                         |                         | Israël                  | Israël                  | 81              | 81              |                         |                         |                         |                         |                         |                         |                         |                         |                         |                         |  |  | 21 juillet 2019 à 20h30 | 21 juillet 2019 à 20h30 | 21 juillet 2019 à 20h30 | 21 juillet 2019 à 20h30 |
|  | B2                      | Israël                  | Israël                  | Israël                  | 81              | 81              | 88                      | 88                      |                         |                         |                         |                         |                         |                         |                         |                         |  |  | 21 juillet 2019 à 20h30 | 21 juillet 2019 à 20h30 | 21 juillet 2019 à 20h30 | 21 juillet 2019 à 20h30 |
|  | B2                      | Israël                  | 20 juillet 2019 à 20h00 |                         |                 |                 | 88                      | 88                      |                         |                         |                         |                         |                         |                         |                         |                         |  |  | 21 juillet 2019 à 20h30 | 21 juillet 2019 à 20h30 | 21 juillet 2019 à 20h30 | 21 juillet 2019 à 20h30 |
|  | A3                      | Monténégro              | 69                      | 69                      |                 |                 |                         |                         |                         |                         |                         |                         |                         |                         |                         |                         |  |  | 21 juillet 2019 à 20h30 | 21 juillet 2019 à 20h30 | 21 juillet 2019 à 20h30 | 21 juillet 2019 à 20h30 |
|  | A3                      | Monténégro              | 69                      | 69                      | Israël          | Israël          | 94                      | 94                      |                         |                         |                         |                         |                         |                         |                         |                         |  |  | 21 juillet 2019 à 20h30 | 21 juillet 2019 à 20h30 | 21 juillet 2019 à 20h30 | 21 juillet 2019 à 20h30 |
|  | 17 juillet 2019 à 17h15 |                         |                         |                         | Israël          | Israël          | 94                      | 94                      |                         |                         |                         |                         |                         |                         |                         |                         |  |  | 21 juillet 2019 à 20h30 | 21 juillet 2019 à 20h30 | 21 juillet 2019 à 20h30 | 21 juillet 2019 à 20h30 |
|  |                         |                         | Lituanie                | Lituanie                | 78              | 78              |                         |                         |                         |                         |                         |                         |                         |                         |                         |                         |  |  | 21 juillet 2019 à 20h30 | 21 juillet 2019 à 20h30 | 21 juillet 2019 à 20h30 | 21 juillet 2019 à 20h30 |
|  | D1                      | Lituanie                | Lituanie                | Lituanie                | 78              | 78              | 114                     | 114                     |                         |                         |                         |                         |                         |                         |                         |                         |  |  | 21 juillet 2019 à 20h30 | 21 juillet 2019 à 20h30 | 21 juillet 2019 à 20h30 | 21 juillet 2019 à 20h30 |
|  | D1                      | Lituanie                | 18 juillet 2019 à 17h15 |                         |                 |                 | 114                     | 114                     |                         |                         |                         |                         |                         |                         |                         |                         |  |  | 21 juillet 2019 à 20h30 | 21 juillet 2019 à 20h30 | 21 juillet 2019 à 20h30 | 21 juillet 2019 à 20h30 |
|  | C4                      | Lettonie                | 75                      | 75                      |                 |                 |                         |                         |                         |                         |                         |                         |                         |                         |                         |                         |  |  | 21 juillet 2019 à 20h30 | 21 juillet 2019 à 20h30 | 21 juillet 2019 à 20h30 | 21 juillet 2019 à 20h30 |
|  | C4                      | Lettonie                | 75                      | 75                      | Israël          | Israël          | 92                      | 92                      |                         |                         |                         |                         |                         |                         |                         |                         |  |  |                         |                         |                         |                         |
|  | 17 juillet 2019 à 17h15 |                         |                         |                         | Israël          | Israël          | 92                      | 92                      |                         |                         |                         |                         |                         |                         |                         |                         |  |  |                         |                         |                         |                         |
|  |                         |                         | Espagne                 | Espagne                 | 84              | 84              |                         |                         |                         |                         |                         |                         |                         |                         |                         |                         |  |  |                         |                         |                         |                         |
|  | A2                      | Turquie                 | Espagne                 | Espagne                 | 84              | 84              | 82                      | 82                      |                         |                         |                         |                         |                         |                         |                         |                         |  |  |                         |                         |                         |                         |
|  | A2                      | Turquie                 |                         |                         |                 |                 |                         | 82                      |                         |                         |                         |                         |                         |                         |                         |                         |  |  |                         |                         |                         |                         |
|  | B3                      | Italie                  | 80                      | 80                      |                 |                 |                         |                         |                         |                         |                         |                         |                         |                         |                         |                         |  |  |                         |                         |                         |                         |
|  | B3                      | Italie                  | 80                      | 80                      | Turquie         | Turquie         | 69                      | 69                      |                         |                         |                         |                         |                         |                         |                         |                         |  |  |                         |                         |                         |                         |
|  | 17 juillet 2019 à 19h00 |                         |                         |                         | Turquie         | Turquie         | 69                      | 69                      |                         |                         |                         |                         |                         |                         |                         |                         |  |  |                         |                         |                         |                         |
|  |                         |                         | Espagne                 | Espagne                 | 70              | 70              |                         |                         |                         |                         |                         |                         |                         |                         |                         |                         |  |  |                         |                         |                         |                         |
|  | C1                      | Espagne                 | Espagne                 | Espagne                 | 70              | 70              | 71                      | 71                      |                         |                         |                         |                         |                         |                         |                         |                         |  |  |                         |                         |                         |                         |
|  | C1                      | Espagne                 | 18 juillet 2019 à 15h00 |                         |                 |                 | 71                      | 71                      |                         |                         |                         |                         |                         |                         |                         |                         |  |  |                         |                         |                         |                         |
|  | D4                      | Slovénie                | 53                      | 53                      |                 |                 |                         |                         |                         |                         |                         |                         |                         |                         |                         |                         |  |  |                         |                         |                         |                         |
|  | D4                      | Slovénie                | 53                      | 53                      | Espagne         | Espagne         | 80                      | 80                      |                         |                         |                         |                         |                         |                         |                         |                         |  |  |                         |                         |                         |                         |
|  | 17 juillet 2019 à 15h00 |                         |                         |                         | Espagne         | Espagne         | 80                      | 80                      |                         |                         |                         |                         |                         |                         |                         |                         |  |  |                         |                         |                         |                         |
|  |                         |                         | Allemagne               | Allemagne               | 62              | 62              |                         |                         |                         |                         |                         |                         |                         |                         |                         |                         |  |  |                         |                         |                         |                         |
|  | B1                      | Serbie                  | Allemagne               | Allemagne               | 62              | 62              | 72                      | 72                      |                         |                         |                         |                         |                         |                         |                         |                         |  |  |                         |                         |                         |                         |
|  | B1                      | Serbie                  |                         |                         |                 |                 |                         | 72                      |                         |                         |                         |                         |                         |                         |                         |                         |  |  |                         |                         |                         |                         |
|  | A4                      | Grande-Bretagne         | 77                      | 77                      |                 |                 |                         |                         |                         |                         |                         |                         |                         |                         |                         |                         |  |  |                         |                         |                         |                         |
|  | A4                      | Grande-Bretagne         | 77                      | 77                      | Grande-Bretagne | Grande-Bretagne | 56                      | 56                      | Troisième place         | Troisième place         | Troisième place         | Troisième place         |                         |                         |                         |                         |  |  |                         |                         |                         |                         |
|  | 17 juillet 2019 à 12h45 |                         |                         |                         | Grande-Bretagne | Grande-Bretagne | 56                      | 56                      | Troisième place         | Troisième place         | Troisième place         | Troisième place         |                         |                         |                         |                         |  |  |                         |                         |                         |                         |
|  |                         |                         | Allemagne               | Allemagne               | 81              | 81              |                         |                         | 21 juillet 2019 à 17h15 | 21 juillet 2019 à 17h15 | 21 juillet 2019 à 17h15 | 21 juillet 2019 à 17h15 |                         |                         |                         |                         |  |  |                         |                         |                         |                         |
|  | D2                      | Grèce                   | Allemagne               | Allemagne               | 81              | 81              | 54                      | 54                      | 21 juillet 2019 à 17h15 | 21 juillet 2019 à 17h15 | 21 juillet 2019 à 17h15 | 21 juillet 2019 à 17h15 |                         |                         |                         |                         |  |  |                         |                         |                         |                         |
|  | D2                      | Grèce                   |                         |                         |                 |                 |                         | 54                      |                         |                         | France                  | France                  | 65                      | 65                      |                         |                         |  |  |                         |                         |                         |                         |
|  | C3                      | Allemagne               | 82                      | 82                      |                 |                 |                         |                         |                         |                         | France                  | France                  | 65                      | 65                      |                         |                         |  |  |                         |                         |                         |                         |
|  | C3                      | Allemagne               | 82                      | 82                      | Allemagne       | Allemagne       | 73                      | 73                      |                         |                         |                         |                         |                         |                         |                         |                         |  |  |                         |                         |                         |                         |
|  |                         |                         |                         |                         |                 |                 |                         |                         |                         |                         |                         |                         |                         |                         |                         |                         |  |  |                         |                         |                         |                         |

#### Matches pour la5eplace
|  | 5e à 9e place           | 5e à 9e place           | 5e à 9e place           | 5e à 9e place           |          |          | 5e place                | 5e place                | 5e place                | 5e place                |
|  |                         |                         |                         |                         |          |          |                         |                         |                         |                         |
|  | 20 juillet 2019 à 13h15 | 20 juillet 2019 à 13h15 | 20 juillet 2019 à 13h15 | 20 juillet 2019 à 13h15 |          |          | 21 juillet 2019 à 12h45 | 21 juillet 2019 à 12h45 | 21 juillet 2019 à 12h45 | 21 juillet 2019 à 12h45 |
|  | Croatie                 | Croatie                 | 93                      | 93                      |          |          | 21 juillet 2019 à 12h45 | 21 juillet 2019 à 12h45 | 21 juillet 2019 à 12h45 | 21 juillet 2019 à 12h45 |
|  | Croatie                 | Croatie                 | 93                      | 93                      |          |          | 21 juillet 2019 à 12h45 | 21 juillet 2019 à 12h45 | 21 juillet 2019 à 12h45 | 21 juillet 2019 à 12h45 |
|  | Lituanie                | Lituanie                | 94                      | 94                      |          |          | 21 juillet 2019 à 12h45 | 21 juillet 2019 à 12h45 | 21 juillet 2019 à 12h45 | 21 juillet 2019 à 12h45 |
|  | Lituanie                | Lituanie                | 94                      | 94                      | Lituanie | Lituanie | 89                      | 89                      |                         |                         |
|  | 20 juillet 2019 à 15h30 |                         |                         |                         | Lituanie | Lituanie | 89                      | 89                      |                         |                         |
|  |                         |                         | Turquie                 | Turquie                 | 73       | 73       |                         |                         |                         |                         |
|  | Turquie                 | Turquie                 | Turquie                 | Turquie                 | 73       | 73       | 104                     | 104                     |                         |                         |
|  | Turquie                 | Turquie                 |                         |                         |          |          |                         | 104                     |                         |                         |
|  | Grande-Bretagne         | Grande-Bretagne         | 87                      | 87                      |          |          |                         |                         |                         |                         |
|  | Grande-Bretagne         | Grande-Bretagne         | 87                      | 87                      | 7e place |          |                         |                         |                         |                         |
|  |                         |                         |                         |                         |          |          |                         |                         |                         |                         |
|  | 21 juillet 2019 à 12h45 |                         |                         |                         |          |          |                         |                         |                         |                         |
|  | Croatie                 | Croatie                 | 82                      | 82                      |          |          |                         |                         |                         |                         |
|  | Croatie                 | Croatie                 | 82                      | 82                      |          |          |                         |                         |                         |                         |
|  | Grande-Bretagne         | Grande-Bretagne         | 63                      | 63                      |          |          |                         |                         |                         |                         |
|  | Grande-Bretagne         | Grande-Bretagne         | 63                      | 63                      |          |          |                         |                         |                         |                         |

#### Matches pour la9eplace
|  | 9e à 16e place          | 9e à 16e place          | 9e à 16e place          | 9e à 16e place          |          |          | 9e à 12e place          | 9e à 12e place          | 9e à 12e place          | 9e à 12e place          |                         |                         | 9e place                | 9e place                | 9e place                | 9e place                |
|  |                         |                         |                         |                         |          |          |                         |                         |                         |                         |                         |                         |                         |                         |                         |                         |
|  | 18 juillet 2019 à 12h45 | 18 juillet 2019 à 12h45 | 18 juillet 2019 à 12h45 | 18 juillet 2019 à 12h45 |          |          | 20 juillet 2019 à 17h45 | 20 juillet 2019 à 17h45 | 20 juillet 2019 à 17h45 | 20 juillet 2019 à 17h45 |                         |                         | 21 juillet 2019 à 17h15 | 21 juillet 2019 à 17h15 | 21 juillet 2019 à 17h15 | 21 juillet 2019 à 17h15 |
|  | 18 juillet 2019 à 12h45 | 18 juillet 2019 à 12h45 | 18 juillet 2019 à 12h45 | 18 juillet 2019 à 12h45 |          |          | 20 juillet 2019 à 17h45 | 20 juillet 2019 à 17h45 | 20 juillet 2019 à 17h45 | 20 juillet 2019 à 17h45 |                         |                         | 21 juillet 2019 à 17h15 | 21 juillet 2019 à 17h15 | 21 juillet 2019 à 17h15 | 21 juillet 2019 à 17h15 |
|  | Ukraine                 | Ukraine                 | 76                      | 76                      |          |          | 20 juillet 2019 à 17h45 | 20 juillet 2019 à 17h45 | 20 juillet 2019 à 17h45 | 20 juillet 2019 à 17h45 |                         |                         | 21 juillet 2019 à 17h15 | 21 juillet 2019 à 17h15 | 21 juillet 2019 à 17h15 | 21 juillet 2019 à 17h15 |
|  | Ukraine                 | Ukraine                 | 76                      | 76                      |          |          | 20 juillet 2019 à 17h45 | 20 juillet 2019 à 17h45 | 20 juillet 2019 à 17h45 | 20 juillet 2019 à 17h45 |                         |                         | 21 juillet 2019 à 17h15 | 21 juillet 2019 à 17h15 | 21 juillet 2019 à 17h15 | 21 juillet 2019 à 17h15 |
|  | Pologne                 | Pologne                 | 71                      | 71                      |          |          | 20 juillet 2019 à 17h45 | 20 juillet 2019 à 17h45 | 20 juillet 2019 à 17h45 | 20 juillet 2019 à 17h45 |                         |                         | 21 juillet 2019 à 17h15 | 21 juillet 2019 à 17h15 | 21 juillet 2019 à 17h15 | 21 juillet 2019 à 17h15 |
|  | Pologne                 | Pologne                 | 71                      | 71                      | Ukraine  | Ukraine  | 72                      | 72                      |                         |                         |                         |                         | 21 juillet 2019 à 17h15 | 21 juillet 2019 à 17h15 | 21 juillet 2019 à 17h15 | 21 juillet 2019 à 17h15 |
|  | 18 juillet 2019 à 19h30 |                         |                         |                         | Ukraine  | Ukraine  | 72                      | 72                      |                         |                         |                         |                         | 21 juillet 2019 à 17h15 | 21 juillet 2019 à 17h15 | 21 juillet 2019 à 17h15 | 21 juillet 2019 à 17h15 |
|  |                         |                         | Monténégro              | Monténégro              | 58       | 58       |                         |                         |                         |                         |                         |                         | 21 juillet 2019 à 17h15 | 21 juillet 2019 à 17h15 | 21 juillet 2019 à 17h15 | 21 juillet 2019 à 17h15 |
|  | Monténégro              | Monténégro              | Monténégro              | Monténégro              | 58       | 58       | 79                      | 79                      |                         |                         |                         |                         | 21 juillet 2019 à 17h15 | 21 juillet 2019 à 17h15 | 21 juillet 2019 à 17h15 | 21 juillet 2019 à 17h15 |
|  | Monténégro              | Monténégro              | 20 juillet 2019 à 20h00 |                         |          |          | 79                      | 79                      |                         |                         |                         |                         | 21 juillet 2019 à 17h15 | 21 juillet 2019 à 17h15 | 21 juillet 2019 à 17h15 | 21 juillet 2019 à 17h15 |
|  | Lettonie                | Lettonie                | 62                      | 62                      |          |          |                         |                         |                         |                         |                         |                         | 21 juillet 2019 à 17h15 | 21 juillet 2019 à 17h15 | 21 juillet 2019 à 17h15 | 21 juillet 2019 à 17h15 |
|  | Lettonie                | Lettonie                | 62                      | 62                      | Ukraine  | Ukraine  | 98                      | 98                      |                         |                         |                         |                         |                         |                         |                         |                         |
|  | 18 juillet 2019 à 17h15 |                         |                         |                         | Ukraine  | Ukraine  | 98                      | 98                      |                         |                         |                         |                         |                         |                         |                         |                         |
|  |                         |                         | Grèce                   | Grèce                   | 109      | 109      |                         |                         |                         |                         |                         |                         |                         |                         |                         |                         |
|  | Italie                  | Italie                  | Grèce                   | Grèce                   | 109      | 109      | 64                      | 64                      |                         |                         |                         |                         |                         |                         |                         |                         |
|  | Italie                  | Italie                  |                         |                         |          |          |                         |                         |                         |                         |                         |                         |                         |                         |                         |                         |
|  | Slovénie                | Slovénie                | 74                      | 74                      |          |          |                         |                         |                         |                         |                         |                         |                         |                         |                         |                         |
|  | Slovénie                | Slovénie                | 74                      | 74                      | Slovénie | Slovénie | 80                      | 80                      | 11e place               | 11e place               | 11e place               | 11e place               |                         |                         |                         |                         |
|  | 18 juillet 2019 à 15h00 |                         |                         |                         | Slovénie | Slovénie | 80                      | 80                      | 11e place               | 11e place               | 11e place               | 11e place               |                         |                         |                         |                         |
|  |                         |                         | Grèce                   | Grèce                   | 89       | 89       |                         |                         | 21 juillet 2019 à 15h00 | 21 juillet 2019 à 15h00 | 21 juillet 2019 à 15h00 | 21 juillet 2019 à 15h00 |                         |                         |                         |                         |
|  | Serbie                  | Serbie                  | Grèce                   | Grèce                   | 89       | 89       | 72                      | 72                      | 21 juillet 2019 à 15h00 | 21 juillet 2019 à 15h00 | 21 juillet 2019 à 15h00 | 21 juillet 2019 à 15h00 |                         |                         |                         |                         |
|  | Serbie                  | Serbie                  |                         |                         |          |          |                         | 72                      |                         |                         | Monténégro              | Monténégro              | 73                      | 73                      |                         |                         |
|  | Grèce                   | Grèce                   | 78                      | 78                      |          |          |                         |                         |                         |                         | Monténégro              | Monténégro              | 73                      | 73                      |                         |                         |
|  | Grèce                   | Grèce                   | 78                      | 78                      | Slovénie | Slovénie | 75                      | 75                      |                         |                         |                         |                         |                         |                         |                         |                         |
|  |                         |                         |                         |                         |          |          |                         |                         |                         |                         |                         |                         |                         |                         |                         |                         |

#### Matches pour la13eplace
|  | 13e à 16e place         | 13e à 16e place         | 13e à 16e place         | 13e à 16e place         |           |         | 13e place               | 13e place               | 13e place               | 13e place               |
|  |                         |                         |                         |                         |           |         |                         |                         |                         |                         |
|  | 20 juillet 2019 à 13h15 | 20 juillet 2019 à 13h15 | 20 juillet 2019 à 13h15 | 20 juillet 2019 à 13h15 |           |         | 21 juillet 2019 à 15h00 | 21 juillet 2019 à 15h00 | 21 juillet 2019 à 15h00 | 21 juillet 2019 à 15h00 |
|  | Pologne                 | Pologne                 | 82                      | 82                      |           |         | 21 juillet 2019 à 15h00 | 21 juillet 2019 à 15h00 | 21 juillet 2019 à 15h00 | 21 juillet 2019 à 15h00 |
|  | Pologne                 | Pologne                 | 82                      | 82                      |           |         | 21 juillet 2019 à 15h00 | 21 juillet 2019 à 15h00 | 21 juillet 2019 à 15h00 | 21 juillet 2019 à 15h00 |
|  | Lettonie                | Lettonie                | 68                      | 68                      |           |         | 21 juillet 2019 à 15h00 | 21 juillet 2019 à 15h00 | 21 juillet 2019 à 15h00 | 21 juillet 2019 à 15h00 |
|  | Lettonie                | Lettonie                | 68                      | 68                      | Pologne   | Pologne | 61                      | 61                      |                         |                         |
|  | 20 juillet 2019 à 15h30 |                         |                         |                         | Pologne   | Pologne | 61                      | 61                      |                         |                         |
|  |                         |                         | Italie                  | Italie                  | 77        | 77      |                         |                         |                         |                         |
|  | Italie                  | Italie                  | Italie                  | Italie                  | 77        | 77      | 86                      | 86                      |                         |                         |
|  | Italie                  | Italie                  |                         |                         |           |         |                         | 86                      |                         |                         |
|  | Serbie                  | Serbie                  | 63                      | 63                      |           |         |                         |                         |                         |                         |
|  | Serbie                  | Serbie                  | 63                      | 63                      | 15e place |         |                         |                         |                         |                         |
|  |                         |                         |                         |                         |           |         |                         |                         |                         |                         |
|  | 21 juillet 2019 à 10h30 |                         |                         |                         |           |         |                         |                         |                         |                         |
|  | Lettonie                | Lettonie                | 50                      | 50                      |           |         |                         |                         |                         |                         |
|  | Lettonie                | Lettonie                | 50                      | 50                      |           |         |                         |                         |                         |                         |
|  | Serbie                  | Serbie                  | 71                      | 71                      |           |         |                         |                         |                         |                         |
|  | Serbie                  | Serbie                  | 71                      | 71                      |           |         |                         |                         |                         |                         |

## Classement final
| Rang                       | Équipe          | Vic - Déf |
| -------------------------- | --------------- | --------- |
| Médaille d'or, Europe      | Israël          | 6 – 1     |
| Médaille d'argent, Europe  | Espagne         | 6 – 1     |
| Médaille de bronze, Europe | Allemagne       | 4 – 3     |
| 4e                         | France          | 5 – 2     |
| 5e                         | Lituanie        | 5 – 2     |
| 6e                         | Turquie         | 4 – 3     |
| 7e                         | Croatie         | 4 – 3     |
| 8e                         | Grande-Bretagne | 1 – 6     |
| 9e                         | Grèce           | 5 – 2     |
| 10e                        | Ukraine         | 3 – 4     |
| 11e                        | Slovénie        | 3 – 4     |
| 12e                        | Monténégro      | 2 – 5     |
| 13e                        | Italie          | 3 – 4     |
| 14e                        | Pologne         | 2 – 5     |
| 15e                        | Serbie          | 3 – 4     |
| 16e                        | Lettonie        | 0 – 7     |

Légende :  : relégué en division B.

## Récompenses individuelles
Most Valuable Player
- Deni Avdija

Cinq majeur de la compétition
- Philipp Herkenhoff
- Sergi Martínez Costa
- Deni Avdija
- Yam Madar
- Carlos Alocén